# Папоротка (село)
Папоротка — село в Богородицком районе Тульской области России. 
В рамках административно-территориального устройства входит в Малевский сельский округ Богородицкого района, в рамках организации местного самоуправления включается в сельское поселение Бахметьевское.

## География
Расположено по обоим берегам речки Папоротки, в 8 км к юго-западу от села Бахметьево и в 21 км к юго-востоку от города Богородицка.

## Название
Название села происходит, возможно, от растения папоротника, который произрастал в огромном количестве в этой местности. 

## Церковь и приход
Каменная церковь во имя Казанской иконы Божией Матери была построена и освящена в 1870 году. Из-за недостатка средств каменный храм строился 15 лет. До её постройки в селе существовали две деревянные церкви. Предыдущий каменному деревянный во имя Покрова Божией Матери был построен на средства прихожан в 1774 году. По этому храму село некоторое время носило название «Покровское». В 1875 году деревянную церковь разобрали и перестроили в кладбищенскую часовню.
В состав прихода входило само село и деревни: Дворики, Крутое, Ляпуновка, Владимировка (половина деревни). С 1876 года в селе существовало земское училище.
В 1859 году в селе насчитывалось 157 крестьянских дворов; в 1915 — 268 дворов.

## Население
| Годы      | 1857   | 1859 | 1915 | 2010 |
| --------- | ------ | ---- | ---- | ---- |
| Население | 1722 * | 1993 | 2160 | ↘312 |

*) крестьяне крепостные помещичьи